# Косов, Василий Витальевич
Васи́лий Вита́льевич Ко́сов (род. 11 ноября 1991) — российский гонщик, выступающий в мотогонках на льду. Мастер спорта России. Чемпион Европы по мотогонкам на льду, призёр Кубка России.

## Биография
Брат-близнец Евгения Косова, также спортсмена-мотогонщика. Воспитанник мордовской школы мотогонок на льду. С 2008 года принимает участие в официальных соревнованиях за клуб «Мордовия» (Саранск). В командном чемпионате России дебютировал в сезоне 2009/10 в Высшей лиге в составе «Мордовии-2». В юниорском составе клуба стал вице-чемпионом России в 2011 году, а в 2012 году за один сезон выиграл и личное, и командное первенство России среди юниоров. Эти победы обеспечили гонщику право участия в Личном чемпионате Европы, который Василий Косов также выиграл. 
В том же сезоне 2012 года спортсмен дебютировал в Суперлиге, также в составе «Мордовии». На следующий год перешёл в самарский клуб «АМК СГК», с которым выиграл Высшую лигу, завоевав переход в Суперлигу, а также стал бронзовым призёром розыгрыша Кубка России. В сезоне 2013/14 выступал только в личных соревнованиях, после чего ушёл из большого спорта, вернувшись на один этап Высшей лиги только в 2017 году.
В 2013-2014 годах принимал участие в этапах Личного чемпионата мира в качестве запасного.

### Мировая серия Гран-При
| Сезон | 1             | 2             | 3              | 4              | 5       | 6       | 7         | 8        | 9         | 10        | Место | Очки |
| ----- | ------------- | ------------- | -------------- | -------------- | ------- | ------- | --------- | -------- | --------- | --------- | ----- | ---- |
| 2013  | Красногорск - | Красногорск 2 | Тольятти -     | Тольятти 2     | Ассен - | Ассен - | Инцелль - | Инцель - | Уппсала - | Уппсала - | 22    | 4    |
| 2014  | Красногорск 5 | Красногорск 9 | Благовещенск - | Благовещенск - | Ассен - | Ассен - | Инцелль - | Инцель - |           |           | 18    | 14   |

## Достижения
| - Чемпионат России по мотогонкам на льду среди юниоров: в личном зачёте — 1 место (2012) в командном зачёте — 2 место (2011), 1 место (2012) - Кубок России — 3 место (2013) | ЛЧЕ — 1 место (2012) ЛЧМ — 22 место (2013), 18 место (2014) |  |